# Полон пеніса

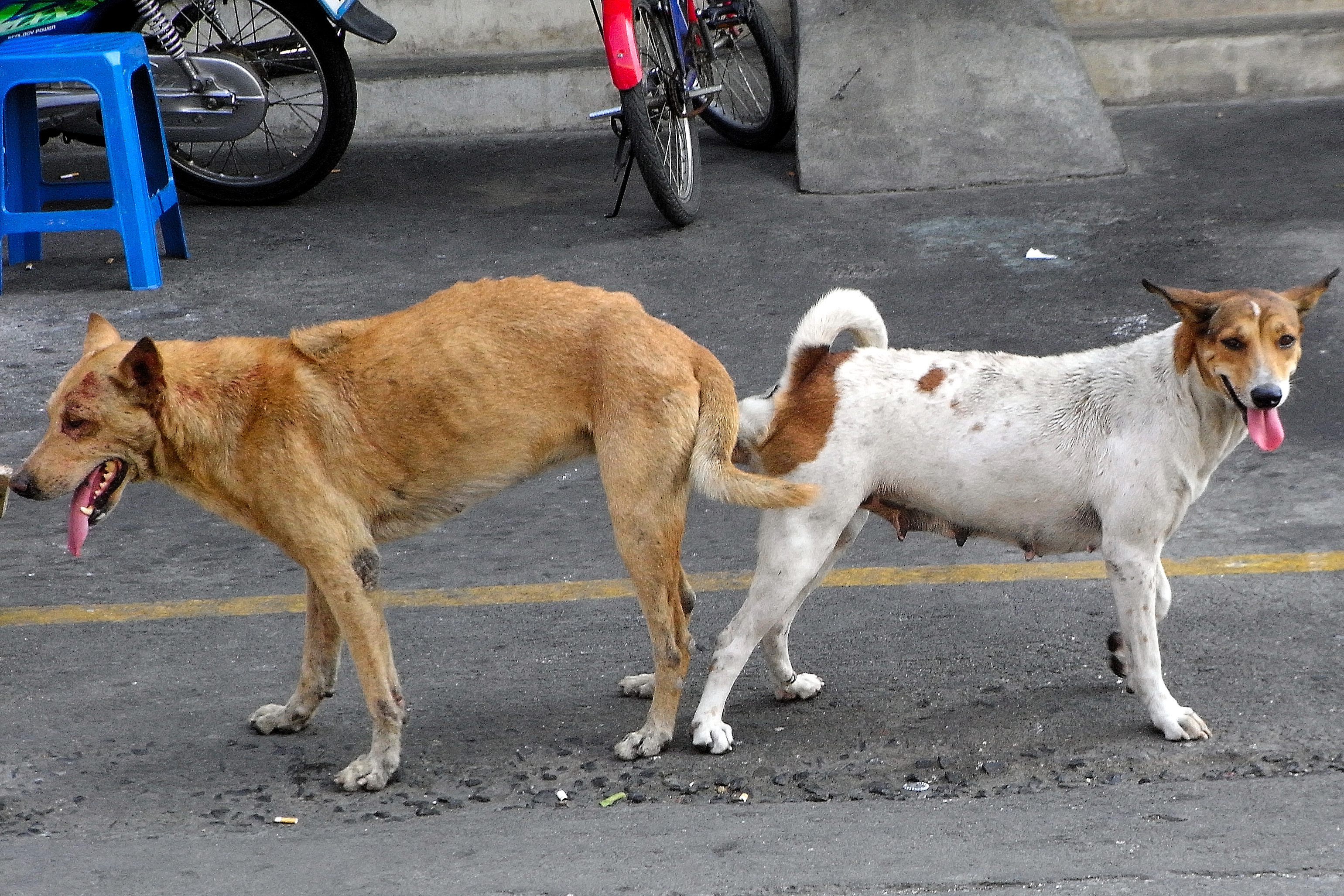

Penis captivus (лат. — захоплений пеніс) — стан, при якому пеніс утримується у вагіні під час статевого акту і немає можливості його вилучення, незалежно від ступеня ерекції. Причиною такого стану є підтягнення з великою силою вагінальних м'язів на пенісі.
Полон пеніса трапляється як тимчасовий, нормальний елемент копулятивної поведінки у деяких видів, включаючи людину.
Стан полону пеніса не слід плутати з вагінізмом, розладом, при якому скорочення вагінальних м'язів перешкоджає статевому акту.
Дуже часто такий полон пеніса ще називають «скліщенням» чи «склещенням».

## Зареєстровані випадки
У статті, опублікованій в Британському медичному журналі в 1979 році, доктор Ф. Крейпл Тейлор переглянув літературу про полон пеніса і дійшов висновку, що хоча «майже всі випадки, згадані в медичних публікаціях і в підручниках, засновані на чутках і чутках», дві роботи, опубліковані німецькими гінекологами XIX століття — Сканцоні (1870) і Гільдебрандтом (1872), які особисто розглядали випадки стану, «не залишають сумнівів в реальності цього незвичайного симптому», що, однак, «настільки рідко, що в наш час часто розглядається як не більше ніж розважливий міф». Пацієнтка Сканцоні була «абсолютно здоровою молодою жінкою, одруженою протягом пів року». Їй і її чоловікові довелося утриматися від статевого акту, тому що її інтенсивні вагінальні скорочення були «найболючішими для нього і … кілька разів закінчувалися спазмом … який іноді тривав понад десять хвилин і унеможливлював розставання пари». Пацієнтка Гільдебрандта прожила в шлюбі близько року. Статевий акт з чоловіком завжди був безболісним до одного конкретного вечора. Гільдебрандт наводить розповідь чоловіка про те, що сталося:
Він повідомив, що якраз в той момент, коли він подумав, що статевий акт, який до того часу був цілком нормальним, підійшов до кінця, він раптом відчув, що він, а точніше його голівка, стримується глибоко у вагіну, міцно охоплений і ув'язнений, в той час як весь його пеніс знаходиться у вагіні. Всі спроби виведення провалилися. Коли він форсував їх, то завдавав сильного болю собі і дружині. Купаючись у поті через хвилювання, тривогу і неспроможність звільнитися, він, нарешті, був змушений змиритися з очікуванням з терпінням. Він не міг сказати, скільки хвилин це тривало, його ув'язнення здавалося нескінченним. Потім — перешкода зникла сама по собі; він був вільний.
Не знаходячи пізніших повідомлень, які були належним чином аутентифіковані, Крейпль Тейлор дотримувався думки, що симптом «здається, не мав місця протягом останніх 100 років або близько того. Якби протягом цього часу був випадок полону пеніса, який потребував медичного втручання або госпіталізації, про це з нетерпінням повідомлялося б у медичному журналі з якомога більшою кількістю деталей та доказів».
У листі, опублікованому в Британському медичному журналі в 1980 році у відповідь на статтю Крейпла Тейлора, доктор Брендан Масгрейв згадував, що в 1947 році, коли він був домогосподарем в лікарні округу Королівський острів Уайт, він бачив випадок цього рідкісного стану. «Я чітко пам'ятаю, як швидка допомога оформлялася, і двох молодих людей, молодят, я вважаю, везли на одній ношах у відділення для постраждалих. Жінці дали знеболювальне, і вони були виписані пізніше того ж ранку». Щоб перевірити правдивість його пам'яті, доктор Масгрейв побіг до свого старого друга доктора С. В. Вулфа, «який на той час був іншим домогосподарем в лікарні. Він підтвердив мою історію, його точні слова: „Я це добре пам'ятаю“.
У своїх мемуарах „Неможлива жінка“ (1975) подруга Грема Гріна Дотторесса Елізабет Моор розповідає, як колись її терміново викликали в готель „Еден-Парадізо“ в Анакапрі, Італія. І там я знайшла молоду німкеню, у ванні в калюжі крові, яка благала мене зробити те, що я можу; я мала допомогти їй, оскільки вона стікала кров'ю до смерті» від «сльози у вагіні». Дівчина займалася сексом з чоловіком, і її вагіна щільно затиснула його набряклий пеніс. Звільняючи свій пеніс, чоловік завдав «сильної кровотечі». Дуже глибока рана". Потім він втік. Після того, як Дотторесса Моор зупинила кровотечу, вона та колега, якого вона викликала, зашили рану. «Вона дуже добре зажила». Дотторесса Моор додає: «Ці випадки не такі рідкісні, як ви думаєте». Вона згадує — щоправда, лише з чуток — «набагато гірший випадок» за участю швейцарської дівчини, який стався в Люцерні, Швейцарія, під час війни і призвів до «жахливих травм», коли чоловік запанікував: «вони застрягли одне в одному. Потрібно було два-три лікарі, щоб допомогти їх розняти».

## Як позбутися полону пеніса
У першу чергу необхідно заспокоїтися і вирівняти подих. Чоловік, незважаючи на біль, повинен взяти себе в руки і спробувати заспокоїти жінку, не намагаючись різко звільнитися. Якщо є можливість дістатися до ліків, жінка повинна прийняти будь-яке заспокійливе, спазмолітик ношпа чи баралгін. Обидва партнери повинні випити знеболююче (краще но-шпу). Також проти спазму добре допомагає теплий душ або грілка, підкладена жінці під поперек. Можна спробувати викликати штучне розслаблення м 'язів тазового дна. Для цього жінка широко розводить ноги в сторони, як при пологах і сильно напружує прес, як при родових потугах. Чоловік вводить в анус жінки вказівний палець до другої фаланги і з зусиллям відтягує його назад у напрямку до копчика. При невдалій спробі необхідно погладити живіт жінці круговими рухами і через 2 хвилини повторити спробу. Самостійні дії зі звільнення з "капкана" рекомендується проводити не більше 20 хвилин. Якщо протягом цього часу результату не буде, терміново викликайте швидку. При цьому, не соромлячись, опишіть ситуацію. Це необхідно, щоб прибулий лікар мав при собі легкий наркоз і транквілізатори для жінки.